# 江木正浩
江木 正浩（えぎ まさひろ、1971年8月 - ）は、日本の薬学者、化学者（有機合成化学・天然物化学・遷移金属化学）。学位は、博士（薬学）（大阪大学・2000年）。静岡県立大学食品栄養科学部教授・大学院食品栄養環境科学研究院教授。
エモリー大学博士研究員、カンザス州立大学博士研究員、静岡県立大学薬学部准教授などを歴任した。

## 来歴

### 生い立ち
1971年8月に生まれた。大阪大学に進学し、薬学部の製薬化学科にて学んだ。1995年3月、大阪大学を卒業した。その後、大阪大学の大学院に進学し、薬学研究科にて学んだ。2000年3月、大阪大学の大学院における博士後期課程を修了した。それに伴い、博士（薬学）の学位を取得した。

### 研究者として
大学院修了後はアメリカ合衆国に渡り、2000年8月よりエモリー大学の博士研究員となった。ラニー・リーベスキンドの下で研究に従事した。2002年1月からは、カンザス州立大学の博士研究員となった。ズイ・フアの下で研究に従事した。その後、日本に帰国し、2003年4月より静岡県立大学で薬学部の助手を務めた。2006年9月、静岡県立大学の薬学部にて講師に就任した。なお、静岡県立大学の大学院においては、薬学研究科の講師も兼務した。その後、静岡県立大学の大学院に研究院・学府制が導入されることになり、薬学研究科と生活健康科学研究科が統合され、2研究院1学府に再編された。それに伴い、新設された薬学研究院の講師を兼務することになった。2013年10月、静岡県立大学の薬学部にて准教授に昇任した。また、大学院においては、薬学研究院の准教授を兼務した。なお、薬学部においては、主として薬科学科の講義を担当し、有機合成化学研究室や医薬品創製化学分野を受け持っていた。2016年4月、静岡県立大学にて食品栄養科学部に異動し、教授に就任した。食品栄養科学部においては、主として食品生命科学科の講義を担当し、有機化学研究室を受け持った。また、大学院においては食品栄養環境科学研究院に異動し、教授を兼務した。

## 研究
専門は薬学や化学であり、有機合成化学、天然物化学、遷移金属化学といった分野の研究に従事している。具体的には、生理活性天然物の全合成の研究や、遷移金属を用いた新規反応の開発に取り組んでいた。これまでの業績としては、「医農薬のプロセス合成を指向した遷移金属触媒による環境低負荷型合成法の開発」により、日本薬学会の東海支部より日本薬学会東海支部学術奨励賞を授与された。また、「Asymmetric Synthesis of Allyl Esters via Vanadium-Lipase Combo Catalyzed Dynamic Kinetic Resolution」にて日本プロセス化学会よりJSPC Award for Excellenceを授与された。

## 略歴
- 1971年 - 誕生。
- 1995年 - 大阪大学薬学部卒業。
- 2000年 - 大阪大学大学院薬学研究科博士後期課程修了。
- 2000年 - エモリー大学博士研究員。
- 2002年 - カンザス州立大学博士研究員。
- 2003年 - 静岡県立大学薬学部助手。
- 2006年 - 静岡県立大学薬学部講師。
- 2006年 - 静岡県立大学大学院薬学研究科講師。
- 2012年 - 静岡県立大学大学院薬学研究院講師。
- 2013年 - 静岡県立大学薬学部准教授。
- 2013年 - 静岡県立大学大学院薬学研究院准教授。
- 2016年 - 静岡県立大学食品栄養科学部教授。
- 2016年 - 静岡県立大学大学院食品栄養環境科学研究院教授。

## 賞歴
- 2010年 - 日本薬学会東海支部学術奨励賞。
- 2011年 - JSPC Award for Excellence。